# Sylvester Ritter
Sylvester Ritter (Wadesboro (North Carolina), 13 december 1952 - Forest (Mississippi), 2 juni 1998), beter bekend als Junkyard Dog, was een Amerikaans professioneel football speler en professioneel worstelaar die onder meer actief was in de World Wrestling Federation (WWF). Junkyard Dog (kortweg JYD) is de bijnaam die Ritter overhield aan de periode waarin hij werkzaam was bij een sloopbedrijf.  In 2004 werd hij postuum opgenomen in de WWE Hall of Fame.
JYD was publiekstrekker bij veel grote wedstrijden en groeide zodoende uit "de eerste zwarte worstelaar met een onaantastbare sterrenstatus". Op zijn worstelbroeken stond het woord thump  afgebeeld, een verwijzing naar de Powerslam die hij regelmatig toepaste in wedstrijden tegen onder meer One Man Gang, Kamala en King Kong Bundy. Andere signature moves waren de DogButt, de Dog-like antics, de Headbutts en de Shoulderbreaker. Als opkomstmuziek gebruikte JYD Another One Bites the Dust van Queen.
Een van zijn managers was J.R. Foley.

## Loopbaan

### American football

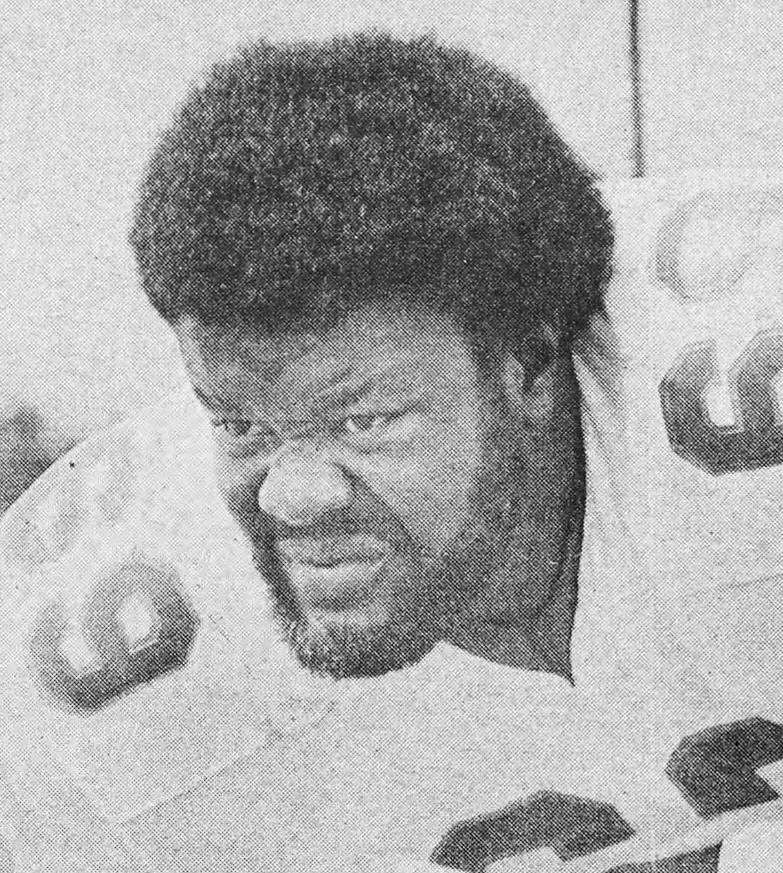
Ritter als footballspeler in 1975

Voordat Ritter ging worstelen speelde hij American football op de Staatsuniversiteit van Fayetteville. Hij werd er opgenomen in de Sports Hall of Fame en studeerde af in politieke wetenschap. 

### Beginjaren als worstelaar (1976-1980)
Ritter maakte zijn worsteldebuut in 1976 in Tennessee; hij werkte eerst voor promotor Jerry Jarrett alvorens over te stappen naar het bedrijf van Nick Gulas en de naam "Leroy Rochester" aan te nemen. Vervolgens kwam Ritter terecht bij het Canadese Stampede Wrestling van Stu Hart; als "Big Daddy Ritter" werd hij tweemaal Noord-Amerikaans kampioen zwaargewicht

### Mid South Wrestling (1980-1984)
Na zijn Canadese avontuur kwam Ritter terecht bij Mid South Wrestling; onder de hoede van "Cowboy" Bill Watts kreeg hij de naam Junkyard Dog en een passend image met witte laarzen en een combinatie van lange ketting en hondenhalsband. Oorspronkelijk duwde hij bij opkomst een boodschappenkar vol afval (de junk wagon) en verloor hij de meeste wedstrijden. Toen het succes eenmaal op gang kwam werd JYD een topattractie die het opnam tegen "schurken" als de Fabulous Freebirds, Ernie Ladd, Ted DiBiase (met wie JYD ooit een tag team vormde), Kamala, King Kong Bundy en Butch Reed. JYD verloor van laatstgenoemde en moest zoals afgesproken voor lange tijd de stad verlaten. Tijdens zijn afwezigheid verscheen de gemaskerde worstelaar "Stagger Lee" die erg veel op hem leek en één voor één alle concurrenten versloeg. DiBiase en de andere "schurken" hadden een sterk vermoeden dat "Stagger Lee" een vermomming was van JYD, maar sloegen er niet in om hem te ontmaskeren en zodoende hun gelijk te bewijzen. Na zijn terugkeer nam JYD het op tegen voormalig protegé Reed die regelmatig werd bijgestaan door Buddy Landell; 
op het hoogtepunt stapte "de Dog" over naar de World Wrestling Federation

### World Wrestling Federation (1984-1988)
Op 10 augustus 1984 maakte Ritter zijn WWF-debuut in het Kiel Auditorium tijdens het kampioenschap worstelen van Georgia; als middle of the bill versloeg hij Max Blue. Gedurende de periode die JYD bij World Wrestling Federation worstelde trok hij vooral een publiek van jongeren die na afloop van de wedstrijd werden uitgenodigd om in de ring met hem te dansen. Tijdens Wrestlemania I won hij van intercontinentaal kampioen Greg "The Hammer" Valentine, maar kreeg de titel niet. Wel won Ritter het Wrestling Classic-tournooi van Randy "Macho Man" Savage; dit na eerder Moondog Spot en The Iron Sheik te verslaan. Het tournooi was het eerste worstelevenement dat via betaaltelevisie werd uitgezonden. Verder nam JYD het op tegen King Harley Race, de Funk Brothers (Dory Funk Jr en Terry Funk), Adrian Adonis, wederom Greg Valentine en "Outlaw" Ron Bass. Zijn laatste WWF-wedstrijd was tijdens de SummerSlam van 1988; hij verloor van Rick Rude door diskwalificatie en vertrok in november.

#### Nevenprojecten (1985-1986)
De populariteit van de WWF-worstelaars gaf aanleiding tot de tekenfilmserie Hulk Hogan's Rock 'n' Wrestling die in 1985 en 1986 werd uitgezonden. JYD kwam er in voor en vertegenwoordigde het kamp van Hulk Hogan (de faces tegenover de heels van Rowdy Roddy Piper. Zijn stem werd ingesproken door James Avery (later succesvol als oom Phil uit The Fresh Prince of Bel-Air). 
In november 1985, middenin het eerste seizoen van de tekenfilmserie, verscheen The Wrestling Album; de eerste in een reeks platen waarop de WWF-worstelaars zich als 'zangers' profileerden. Er werden drie singles van getrokken waaronder de bijdrage die JYD leverde; een cover van het vier jaar oude Grab Them Cakes dat oorspronkelijk was opgenomen door de onbekende rapper Captain Chameleon. Hij werd bijgestaan door zangeres/actrice Vicki Sue Robinson (bekend van de discoklassieker Turn The Beat Around uit 1976) en 'samen' vielen ze in de prijzen bij de eerste uitreiking van de Slammy Awards. Deze waren speciaal in het leven geroepen ter promotie van het album dat een cultstaus verwierf.

### National Wrestling Alliance / World Championship Wrestling (1989-1993)
Ritter maakte op 7 december 1988 zijn debuut voor de National Wrestling Alliance tijdens de Clash of the Champions IV; hij redde Ivan Koloff van The Russian Assassins tegen wie hij het gedurende 1989 zou opnemen, eerst met Koloff en daarna met Michael Hayes. Op 2 april 1989 versloeg JYD Butch Reed in New Orleans tijdens Clash of the Champions VI; bij opkomst werd hij begeleid door een jazzband. 
1990 was een succesvol jaar voor JYD; hij versloeg achtereenvolgens Mean Mark Callous (20 mei; in 39 seconden), Ric Flair (13 juni; tijdens Clash of the Champions XI) en televisiekampioen Arn Anderson (13 september) om vervolgens af te rekenen met Moondog Rex, The Iron Sheik en Bill Irwin. Ook vormde Ritter de kortstondige supergroep Dudes with Attitudes met Sting, Paul Orndorff en El Gigante .
OP 17 februari 1991 won JYD zijn eerste WCW-wedstrijd; samen met Ricky Morton en Tommy Rich versloeg hij Dr. X, Dutch Mantell en Buddy Landell en sleepte hij het kampioenschap voor tag-teams in de wacht. Ook won JYD een reeks wedstrijden tegen The Master Blaster. Hij vertrok in augustus 1991 nadat hij en zijn teamgenoten in Birmingham, Alabama werden 'onttroond' door de Freebirds.
Op 29 februari 1992 maakte een afgeslankte Junkyard Dog zijn comeback tijdens de SuperBrawl II, op het moment dat Abdullah the Butcher Ron Simmons aanviel. JYD vormde tag-teams met Simmons, Barry Windham, Big Josh en The Big Cat met welke laatste hij van The Vegas Connection (Diamond Dallas Page en Vinnie Vegas) won. De wedstrijden tegen zijn oude teamgenoot Ron Simmons in april en juni wist Ritter niet te winnen. 
In april 1993 nam JYD het met Jim Neidhart op tegen Paul Orndorff en Dick Slater van wie hij drie maanden later (28 juli) zijn laatste wedstrijd voor WCW won.

### Laatste jaren (1994-1998)
In 1994 kwam JYD bij het onafhankelijke NWA Dallas terecht om een jaar later voor de National Wrestling Conference in Las Vegas te gaan worstelen; hij nam het er op tegen WWF-collega's The Iron Sheik, Mr. Hughes en The Honky Tonk Man. 
Ritter bleef actief als professioneel worstelaar; een maand voor zijn overlijden nam hij nog deel aan de Wrestlepalooza van 1998 welke door Extreme Championship Wrestling werd georganiseerd. Ook begon hij namens Mid-South de Dog Pound in het zuiden van Louisiana.  

### Overlijden
Ritter kwam op 1 juni 1998 op 45-jarige leeftijd om het leven bij een auto-ongeluk op de snelweg in de buurt van Forest, Mississippi. Hij werd begraven in Russellville, Noord Carolina). Ritter heeft nog oud-WWF-worstelaars Rodney Mack en Jazz getraind. Dochter Latoya Ritter en zus Christine Woodburn vertegenwoordigden hem op 13 maart 2004 (de dag voor Wrestlemania XX) bij zijn postume inhuldiging in de WWE Hall of Fame. De ceremonie werd geleid door Ernie Ladd.

## Prestaties
- Mid-South Wrestling Association
  - Mid-South Louisiana Championship (3 keer)
  - Mid-South North American Heavyweight Championship (4 keer)
  - Mid-South Tag Team Championship (8 keer; Buck Robley (1x), Terry Orndorff (1x), Killer Karl Kox (1x), Dick Murdoch (1x), Mike George (1x) en Jerry Stubbs (1x))

- NWA Mid-America
  - NWA Mid-America Tag Team Championship (1 keer met Gypsy Joe)

- Stampede Wrestling
  - Stampede North American Heavyweight Championship (2 keer)

- United States Wrestling Association
  - USWA Unified World Heavyweight Championship (1 keer)

- World Championship Wrestling
  - WCW World Six-Man Tag Team Championship (1 keer met Ricky Morton & Tommy Rich)

- World Wrestling Federation/World Wrestling Entertainment
  - WWE Hall of Fame (Class of 2004)
  - Wrestling Classic tournament winner (1985)
  - Slammy Award
    - "Best Single Performer" (1986)